# Paulianina robinsoni
Paulianina robinsoni är en tvåvingeart som beskrevs av Alexander 1956. Paulianina robinsoni ingår i släktet Paulianina och familjen Blephariceridae.
Artens utbredningsområde är Madagaskar. Inga underarter finns listade i Catalogue of Life.